# Habsburg–Lotaringiai Zsigmond főherceg
Habsburg–Lotaringiai Zsigmond (németül: Erzherzog Sigismund Leopold Rainer Maria Ambrosius Valentin von Österreich)  (Milánó, 1826. január 7. – Bécs, 1891. december 15.); a Habsburg–Lotaringiai-házból származó osztrák főherceg, altábornagy.

## Élete

### Származása
Zsigmond főherceg Milánóban, a Lombard–Velencei Királyság fővárosában született, 1828-ban. Édesapja Habsburg–Lotaringiai-ház főágából származó Rainer József osztrák főherceg (1783–1853) volt, a Lombard–Velencei Királyság alkirálya, I. Ferenc osztrák császár öccse, Lipót toszkánai nagyhercegnek, a későbbi II. Lipót német-római császárnak, magyar és cseh királynak (1747–1792) és a Bourbon-házból való Mária Ludovika spanyol infánsnőnek (1745–1792) fia.
Édesanyja Savoyai Mária Erzsébet Franciska carignanói hercegnő (Maria Elisabetta Francesca di Savoia-Carignano, 1800–1856) volt, Károly Albert király húga, Károly Emánuel Ferdinánd carignanói herceg (1770–1800) és Mária Krisztina szász–kurlandi hercegnő (1779–1851) leánya. Nyolc testvér közül Zsigmond főherceg született ötödikként:
- Mária Karolina Auguszta főhercegnő (1821–1844), nem ment férjhez, fiatalon meghalt.
- Mária Adelheid Franciska főhercegnő (1822–1855), Maria Adelaida néven szárd–piemonti királyné, II. Viktor Emánuel szárd–piemonti király felesége.
- Lipót (Leopoldo) Lajos Maria Ferenc főherceg (1823–1898) altábornagy, altengernagy, nem nősült meg.
- Ernő (Ernesto) Károly Félix főherceg (1824–1899) altábornagy.
- Zsigmond (Sigismondo) Lipót Rainer főherceg (1826–1891) altábornagy, nem nősült meg.
- Rainer (Ranieri) Ferdinánd Mária főherceg (1827–1913) altábornagy, a Birodalmi Tanács (Reichsrat) elnöke, aki Mária Karolina Lujza Krisztina főhercegnőt (1825–1915) vette feleségül.
- Henrik (Enrico) Antal Mária főherceg (1828–1891), aki a polgári származású Leopoldine Hofmannt, a későbbi Waideck bárónőt vette feleségül (morganatikus házasságban).
- Miksa (Massimiliano) Károly Mária főherceg (1830–1839), gyermekként meghalt.

### Pályafutása
Katonai tanulmányokat nem folytatott, mégis szép, de rövid pályafutást mondhatott magáénak.
1847-ben a lombard-velencei gyalogezred ezredtulajdonosává nevezték ki (Ezrede 1866-tól a galíciai 45. ezred nevet viselte). Az 1848-49-es forradalmat Radetzky tábornagy parancsnoksága alatt küzdötte végig a Szárd–Piemonti Királyság elleni hadjáratban. A Mortaránál, Sománál, Compagnál és Novaránál vívott csatákban ezrede élén több ízben kitüntette magát.
A háború után Kézdivásárhelyen és Zimonyban (Semlin) állomásozott ezredével. 1856. január 28-án altábornagyi kinevezést kapott, majd Grazba irányították a 6. hadtest vezetésére, de úgy tűnik, hogy sosem teljesített ott katonai szolgálatot. Az Aranygyapjas rend lovagjává fogadták. Rövid katonai pályafutása alatt a következő kitüntetéseket kapta: az orosz Alekszandr Nyevszkij-rend (1852), az orosz Szent András-rend lovagkeresztje, a lengyel Fehér Sas-rend és az I. osztályú Szent Anna-rend.

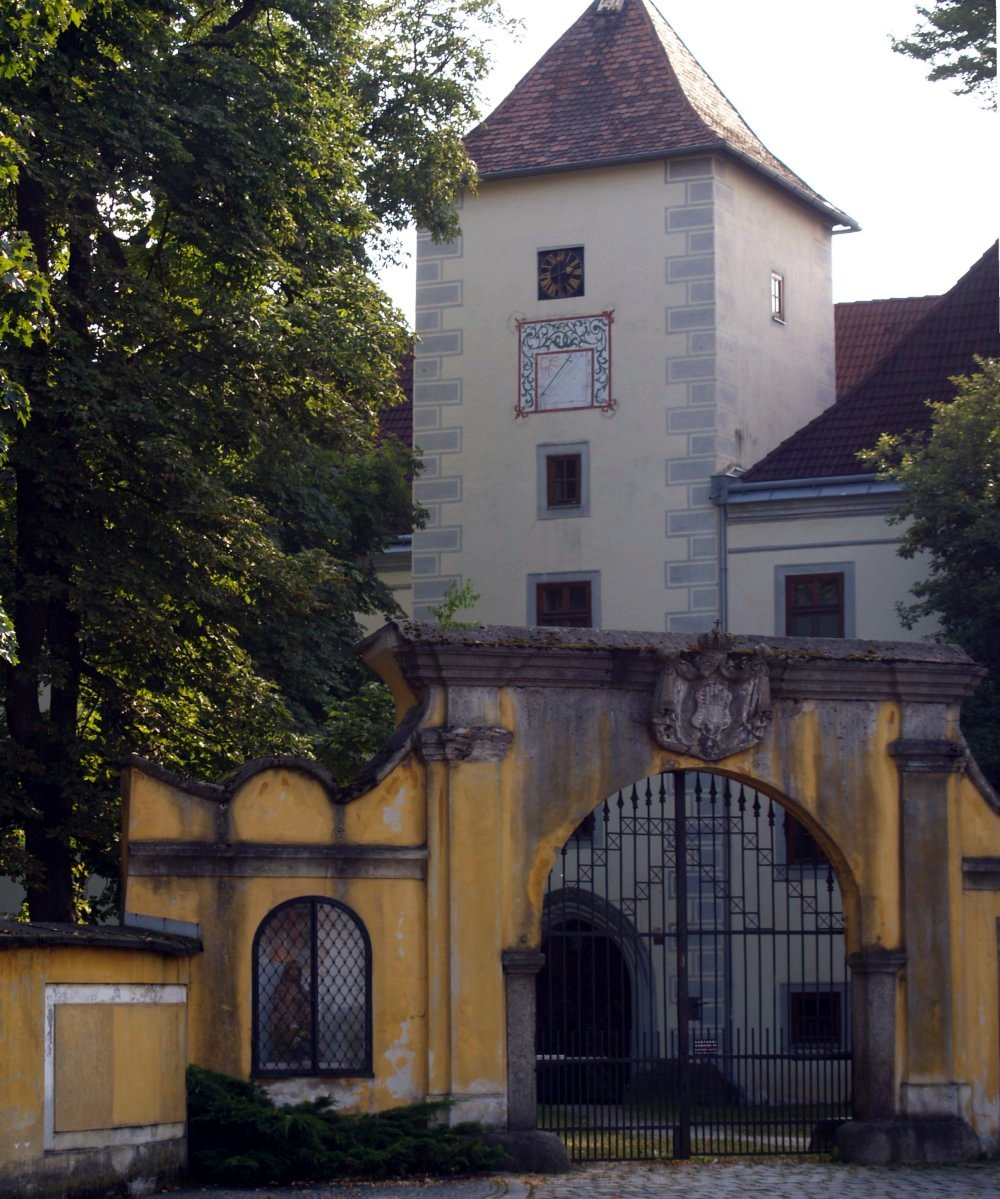
A gmündi kastély

### Utolsó évei
A katonai szolgálattól hamar visszavonult, és Gmündben, alsó-ausztriai birtokán folytatott gazdálkodást, kiállításokon is képviseltette magát. Birtokait mintagazdaságokká fejlesztette, ő volt az alsó-ausztriai birtokosok között az első, aki gazdaságaiban gépekkel dolgoztatott.
1890 januárjában komolyan megbetegedett. A gmündi kastélyban tartott étkezés során méreggel (arzénnel) kevert étel került az asztalra, és Zsigmond főherceg, valamint az étkezés más résztvevői is súlyosan megbetegedtek. A kuktát elfogták és börtönbe zárták, de a waidhofeni járásbíróság nem tudta bizonyítani a szándékosságot, és szabadon engedték.
Zsigmond főherceg sosem nősült meg. Élete vége felé már csak a gmündi birtokán lévő pálmaház gondozásának élt, amit ő építtetett. A birtokot csak ritka alkalmakkor hagyta el, ezeknek egyike a Bécsben, 1873-ban megtartott Világkiállítás volt. A világkiállítás utolsó hónapjában az Annunciáta-rend kitüntetését kapta az olasz királytól. A gmündi kastélyt öccse, Rainer Ferdinánd főherceg örökölte.
Zsigmond főherceg 1891. december 9-én a dél-tiroli Bozenben részt vett öccsének, Henrik főhercegnek és sógornőjének temetésén, ahol megfázott. A betegséget eleinte nem vette komolyan, mikor orvoshoz fordult, már késő volt. December 15-én belehalt a betegségbe; ugyanabba, amit testvérét és annak feleségét is elragadta. Kérésének megfelelően testét nem boncolták fel, és Gmündben helyezték örök nyugalomra.